# Imaginario social
El  imaginario social es un concepto creado por Cornelius Castoriadis, usado en ciencias sociales para designar las representaciones sociales encarnadas en sus instituciones. El concepto se usa habitualmente como sinónimo de mentalidad, cosmovisión, conciencia colectiva o ideología, pero en la obra de Castoriadis tiene un significado preciso, ya que supone un esfuerzo conceptual desde el materialismo para relativizar la influencia que tiene lo material sobre la vida social.
La aparición del término se enmarca en los debates dentro del marxismo sobre la tendencia determinista que habían adoptado algunos de sus autores. Para Castoradis, las causas de la creación de una institución social no pueden explicarse jamás en su totalidad por necesidades materiales. Lo mismo ocurre con el cambio que, según Castoradis, emerge a través del imaginario social, ya que el cambio social implica discontinuidades radicales que no pueden explicarse exclusivamente en término de causas materiales. En palabras del autor:

En el ser, en lo que es, surgen otras formas, se establecen nuevas determinaciones. Lo que en cada momento es, no está plenamente determinado, es decir no lo está hasta el punto de excluir el surgimiento de otras determinaciones.
 Cornelius Castoradis.

## Los dos planos del imaginario social
Castoriadis divide el imaginario social en dos planos de significación distintos y dependientes.
- Los primarios o centrales, que son creaciones ex nihilo presentificadas-figuradas por medio de la totalidad de las instituciones explícitas de la sociedad, condicionan y orientan el hacer y el representar sociales, en y por los cuales continúan ellas alterándose. Es decir aquellas instituciones imaginadas que no dependen sino de su misma idea para referenciarse. Algunos ejemplos dados por el autor son Dios, la familia o el Estado.

- Los secundarios, que surgen y dependen de los primarios; por ejemplo, la idea de ciudadano no puede concebirse sin la idea de Estado. Por ella estas representaciones son consideradas instrumentales, y desempeñan un simple papel reproductor de los sexos.

## Ejemplos históricos

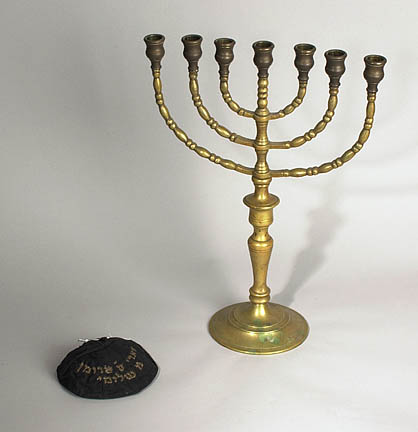
Por qué la menorá tenía exactamente siete brazos fue uno de los estudios de caso que ayudó a Castoradis a desarrollar el concepto de imaginario social.

A lo largo de su obra, Castoriadis proporciona numerosos ejemplos históricos de cómo los distintos imaginarios: instituciones, leyes, tradiciones, creencias y comportamientos, no pueden explicarse exclusivamente con base en causas materiales:
- Encontramos ridículos, rudos e incluso repugnantes ciertos hábitos alimenticios de nuestros vecinos: los franceses comen ranas y caracoles, los ingleses preparan el cordero con mermelada... Percibimos las lenguas extranjeras como formadas por sonidos groseros, guturales, bárbaros; cuando hablan en la playa tenemos la impresión de que discuten, y sin embargo todos los recién nacidos tienen los mismos órganos de habla y oído.

- En un estadio más complejo, en cada civilización, la escala de los castigos es diferente, resultado de un proceso de construcción, con diferencias a menudo sorprendentes entre unas y otras, pero el resultado está claro y en él se reflejan los valores de una civilización, y ello sin ningún mecanismo de construcción determinista simple.

- Otro estudio del caso tiene una antigüedad de más de 4000 años: el candelabro de siete brazos de la tradición judía. Castoriadis escuchó el razonamiento de los funcionalistas, según el cual una institución, por imaginaria que pueda parecer, se explicaría siempre por una necesidad funcional apta para mejor engrasar los engranajes de dicha sociedad. Según ellos, los creyentes y practicantes judíos necesitaban iluminar los lugares cerrados y sombríos donde celebraban sus cultos, y de ahí la necesidad funcional de las antorchas, velas y candelabros. Al mismo tiempo, esos funcionalistas mantenían que, a partir del momento en que ese candelabro quedó asociado a lo sagrado, era necesario encontrar un indicador, una etiqueta para señalar que ese objeto no era profano, sino sagrado. ¿Por qué no podía ser el número de brazos? Si se quiere marcar un objeto sagrado mediante un número, lo funcional es escoger un número mágico, y de ahí los siete brazos del candelabro judío. A esto replica Castoriadis que él está de acuerdo con el razonamiento funcionalista, conjunto-identitario, pero de entre la colección de números mágicos disponibles se hubieran podido escoger el 3, el 5, el 11, el 9, el 13 y otros... Este no sé qué que representa la elección del número mágico específico 7 es la frontera imaginaria no determinista que separa la ontología sociohistórica de la ontología conjunto-identitaria.